# Les Quatre-Routes-du-Lot
Les Quatre-Routes-du-Lot est le nom d'une ancienne commune française, située dans le département du Lot en région Occitanie. Ses habitants sont appelés Quatre-routois et Quatre-routoises. Depuis le 1er janvier 2019, elle est une commune déléguée du Vignon-en-Quercy.

## Géographie

### Localisation
La commune des Quatre-Routes-du-Lot, traversée par le 45e parallèle nord, est de ce fait située à égale distance du pôle Nord et de l'équateur terrestre (environ 5 000 km).
Commune située dans le nord du département du Lot, proche du département de la Corrèze et de Brive-la-Gaillarde, Turenne, Martel, Vayrac, Meyssac. Les quatre routes auxquelles il est fait référence dans la dénomination de la commune sont constituées par l'intersection perpendiculaire, au centre du village, des routes départementales 96 et 720, soit quatre directions vers Turenne, Meyssac, Vayrac et Martel.
La superficie de la commune est seulement de 2,8 km2, soit 280 ha. À titre indicatif, la commune voisine de Strenquels, deux fois moins peuplée, a une superficie triple (9,01 km2).

### Communes limitrophes
|          | Cavagnac                 |        |
| Cazillac | des Quatre-Routes-du-Lot | Condat |
|          | Strenquels               |        |

### Hydrographie
La commune est traversée par le ruisseau la Tourmente et par son affluent le Vignon. Ils confluent d'ailleurs à l'extrême Est du territoire communal. La Tourmente est un affluent direct de la rivière Dordogne, qui coule à 5 km au S-SE des Quatre-Routes.

### Relief et géologie
Le territoire de la commune est majoritairement sans relief et d'une altitude de 125 à 130 m, excepté les coteaux du pech Maillot et Costebille à l'ouest, culminant à 202 m près du lieu-dit le Chauvet.
Le causse de Martel est tout proche, au Sud-Ouest. Le Vignon, issu d'une résurgence karstique de ce même causse, L'œil de la Doue, coule d'O-SO en E-NE sur le territoire de la commune, traçant une assez large vallée de colluvions et alluvions de cailloutis calcaires à matrice argileuse et limons. La Tourmente, issue des vallons Sud-Ouest du pays de Brive, coule aux Quatre-Routes du NO au SE. Sa vallée est bien plus large que celle du Vignon et sa vaste plaine alluviale, sous-montée de fortes couches argileuses imperméables, est fréquemment inondée au printemps.
Les pentes du pech Maillot sont constituées d'argilites et de marnes du Domérien (Jurassique inférieur).
Le plateau de Costebille est formé de calcaires bioclastiques très riches en fossiles, appartenant à la formation dite de la "barre à pecten".

## Toponymie
Le toponyme Les Quatre-Routes est une dénomination française récente.
La commune des Quatre-Routes a été renommée Les Quatre-Routes-du-Lot par décret du 6 novembre 1995.
Du bas latin quadrifurcum.

## Histoire
La commune des Quatre-Routes a été créée par la loi du 2 avril 1912. Elle a été formée par démembrement de sections cadastrales de Cazillac, Condat, Cavagnac et Strenquels. Son bourg, antérieur à la constitution de la commune, s'est agrégé autour de la gare de chemin de fer établie en 1862 et de l'église de Beyssac. La gare, place essentielle d'où l'on expédiait les productions agricoles des environs (bestiaux, noix Marbot, prune reine-Claude, arbres fruitiers) fut à la fois le motif et le catalyseur de ce projet pionnier. L'économie de la commune s'est ainsi rapidement développée, principalement dans le secteur des services, autour de ce point exceptionnel de regroupement des populations environnantes. Animés au rythme des multiples foires et marchés, on a compté dans le village jusque vingt-deux cafés restaurants et autres lieux de réjouissance. Cette expansion fulgurante, consécutive à l'arrivée du chemin de fer, n'est pas sans rappeler par son côté romanesque l'imagerie de l'Ouest américain.
Des commerces sont rapidement apparus dans le courant du XXe siècle, de même que des établissements de négoce, des professions libérales, de petites industries de transformation (vêtements, menuiserie), un entrepôt de distribution alimentaire et même une pépinière fruitière et ornementale. L'activité agricole, en raison de la superficie réduite de la commune, s'est toujours limitée à quelques fermes de taille modeste.
Au fil de l'histoire, la commune s'est enrichie avec l'afflux d'immigrés espagnols, italiens, portugais, fuyant leur pays d'origine aux prises avec le totalitarisme ou la guerre. Plus tard, une communauté turque s'est constituée puis stabilisée aux Quatre-Routes, initialement à l'appel d'une industrie du bois implantée dans la commune.
Durant le deuxième conflit mondial, la commune des Quatre-Routes a hébergé un important foyer de résistance.
Dès les années 1980, un ralentissement de l'activité s'est progressivement fait sentir, voyant plusieurs établissements d'importance communale successivement fermer leurs portes. Les générations d'alors ont connu le chômage de masse (15,6 % de la population active en 1999) lorsqu'elles ne se sont pas exilées vers les métropoles régionales environnantes.
De nos jours, en dépit d'une relative stabilisation, la commune recherche encore et toujours la prospérité de ses temps fondateurs. La gare de chemin de fer, nucleus historique, n'est plus aujourd'hui qu'un fantôme. Rares sont les trains qui passent encore aux Quatre-Routes et encore plus ceux qui s'y arrêtent. La gare démantelée se résume aujourd'hui à un quai unique non gardé.
Le 1er janvier 2019, la commune fusionne avec Cazillac pour former la commune nouvelle du Vignon-en-Quercy dont la création est actée par un arrêté préfectoral du 14 décembre 2018.
Des médias se sont fait écho d'une indignation marquée parmi la population des deux communes fusionnées , se disant choquée par le fait que les élus aient agi précipitamment et surtout en dehors de toute concertation. De même, le nom retenu pour le nouvel ensemble n'a fait l'objet d'aucun choix collectif. On peut penser que des références historiques auraient été bienvenues. Par la suite un recours contentieux fut déposé auprès du tribunal administratif de Toulouse. Le jugement rendu public le 13 décembre 2019 annule l'arrêté de création de la commune nouvelle en raison d'une irrégularité dans la procédure de fusion des deux communes.

## Événements & Festivités
La commune a connu par le passé des animations festives d'envergure : 
- dans les années 1960-70, dans le cadre de la fête votive, le dernier week-end d'août, des corsi fleuris de grande qualité ainsi que des galas inoubliables (Michel Polnareff, Marcel Amont, Mireille Mathieu, Tino Rossi, etc.) ;
- dans les années 1990, dans le cadre du festival organisé par l'association « Les Saltimbanques », des concerts Rhythm and blues de niveau international (Paul Personne, Koko Taylor, Freddie "Fingers" Lee, Fly & the Tox, etc.).

Une jeune association, le STAFF, a réinstauré la Fête du village les 24, 25 et 26 juillet 2015, fête qui n'avait plus eu lieu depuis longtemps. Les animations proposées ces jours-là sont : concert, feu d'artifice, attractions foraines, concours de pétanque, concours de jeux vidéo, vélos fleuris avec bandas.

## Politique et administration
| Période                                  | Période | Identité         | Étiquette | Qualité                                                                    |
| ---------------------------------------- | ------- | ---------------- | --------- | -------------------------------------------------------------------------- |
| Les données manquantes sont à compléter. |         |                  |           |                                                                            |
| 1912                                     | 1935    | Gustave Delol    |           | Employé à la Ville de Paris puis architecte de l'arrondissement de Gourdon |
| 1935                                     |         | Armand Gouygou   |           | Pharmacien                                                                 |
|                                          | 1971    | Augustin Garcia  |           |                                                                            |
| 1971                                     | 1988    | René Rémondet    |           | Médecin                                                                    |
| 1988                                     | 1989    | Aymar Garcia     |           | Commerçant                                                                 |
| 1989                                     | 1995    | Gustave Vaillant |           | Retraité                                                                   |
| 1995                                     | 2008    | Pierre Leymat    |           | Assureur                                                                   |
| 2008                                     | 2014    | Lucien Teillard  |           | Retraité                                                                   |
| 2014                                     | 2019    | Raymond Risso    |           |                                                                            |

## Démographie
L'évolution du nombre d'habitants est connue à travers les recensements de la population effectués dans la commune depuis 1921. Pour les communes de moins de 10 000 habitants, une enquête de recensement portant sur toute la population est réalisée tous les cinq ans, les populations de référence des années intermédiaires étant quant à elles estimées par interpolation ou extrapolation. Pour la commune, le premier recensement exhaustif entrant dans le cadre du nouveau dispositif a été réalisé en 2007.

En 2016, la commune comptait 601 habitants, en évolution de −10,57 % par rapport à 2010 (Lot : +1,31 %, France hors Mayotte : +2,11 %).
| 1921 | 1926 | 1931 | 1936 | 1946 | 1954 | 1962 | 1968 | 1975 |
| ---- | ---- | ---- | ---- | ---- | ---- | ---- | ---- | ---- |
| 512  | 514  | 546  | 556  | 619  | 623  | 630  | 617  | 671  |

| 1982 | 1990 | 1999 | 2006 | 2007 | 2012 | 2016 | - | - |
| ---- | ---- | ---- | ---- | ---- | ---- | ---- | - | - |
| 632  | 588  | 580  | 632  | 640  | 640  | 601  | - | - |

## Lieux et monuments

### Église paroissiale Saint Martial de Beyssac

#### Historique
L'édification date du XIIe siècle, probablement sous la forme d'un sanctuaire rural. La seigneurie de Beyssac appartenait alors à la famille de Saint-Michel qui en faisait l'hommage aux vicomtes de Turenne. Gérald et Guitard de Saint-Michel ont donné la paroisse à l'abbaye de Beaulieu entre 1112 et 1118. 
Elle fut détruite durant la guerre de cent ans, puis reconstruite sous sa forme actuelle fin XVe siècle début XVIe siècle.
Sa possession fut disputée par les vicomtes de Turenne et les barons de Cazillac. Erigée en succursale par décret impérial du 4 juin 1853, elle devient église paroissiale de Beyssac, dans la commune de Strenquels. Elle devient celle de la commune des Quatre-Routes à sa création en 1912. 
Le cimetière qui occupait le nord-ouest de la parcelle n'existe plus. Seul l'enclos en pierre reste.

#### Architecture
De style gothique, elle est bâtie selon en plan en croix latine. Elle présente une nef unique accostée de deux chapelles et qui s'achève sur une abside polygonale. La première travée est surmontée d'une tour-clocher. L'édifice est entièrement voûté d'ogives. La porte de la nef donnait accès à une tour d'escalier en vis qui a disparu. Les vestiges d'une litre funéraire peinte subsistent sur les murs de la chapelle sud : ils montrent plusieurs blasons, dont les armes n'ont pas été identifiées.
Le gros œuvre est en pierre calcaire taillée. La couverture est en ardoise, de type à longs pans et croupe polygonale.  
Une statue de saint Fiacre dans l'église a été classée monument historique au titre mobilier.

### Moulin de Beyssac
Situé sur le Vignon, à côté de l’église Saint-Martial de Beyssac. On ne sait pas à qui appartenait le moulin au XIIIe siècle, soit à la famille de Beyssac, soit à la famille Cellarier de Strenquels. Le moulin appartient à Pierre Vital, bourgeois de Martel en 1285. Les Vital sont des bourgeois de Martel, marchands et monétaires. Guarin de Vital possède le moulin en 1345. Une autre famille originaire de Martel sont seigneurs en partie de Beyssac, les Stephani qui possèdent le fief de la Raymondie à Martel par Bernard Raymondi et qui se sont alliés aux de Valon.
En 1404, Raymond VIII, vicomte de Turenne, a anobli et aboli de taille Giral Delmas de Cressensac, fils de Guillaume Delmas et de Guillauma de Comers, est probablement du fief et du repaire de Langlade à Strenquels. Antoine de Comers, sieur de Langlade, a reçu du vicomte de Toulouse des rentes sur des métairies en 1475. Il possède une partie du moulin de Beyssac.
Au XVIe siècle, le fief de Langlade passe des Comers aux Vassignac par le mariage d'Antoinette de Comers, dame de Langlade, avec Bernard de Vassignac (†1588), fils d'Hugues de Vassignac et d'Anne Hébrard de Saint-Sulpice, en 1547. Dans un acte daté du 24 juillet 1603, Pierre de Vassignac, son fils aîné et seigneur de Langlade entre 1588 et 1622, reconnaît le moulin de Beyssac à Jean Salvat, bourgeois de Martel et seigneur de la Raymondie. Les seigneurs de la Raymondie sont alors les propriétaires éminents du moulin et les seigneurs de Langlade les propriétaires utiles. Jean Salvat a acheté des rentes sur le moulin que possédaient Hercule de Loubrairie, sieur de la Roque et de Montvalent. Il revend cette rente en 1604 à Jean du Batut, seigneur de la Peyrouse, sénéchal de Turenne.
La seigneurie et le château de Langlade sont vendus le 22 septembre 1657 par Gédéon II de Vassignac à Louis de La Serre (1578-1660), lieutenant général de la sénéchaussée de Martel. Jean-Louis Ignace et Suzanne de La Serre héritent de la seigneurie de Langlade. Jean-Louis Ignace de La Serre (1662-1759) vivant à Paris va faire des dettes importantes qui ont amené la saisie et la vente de ses biens dont le moulin de Beyssac en 1695.
Suzanne de La Serre, héritière du château de Langlade, s'est mariée avec Jean Baptiste Vaurillon, sieur de Lachaud, avocat et notaire à Tulle, en 1692, qui a racheté les biens mis en vente. La famille Vaurillon habite au château de Langlade pendant tout le XVIIIe siècle.
À la Révolution, la paroisse de Beyssac est rattachée à la commune de Strenquels, en 1800. La commune des Quatre-Routes avec l'ancienne paroisse de Beyssac est créée en 1912. Le moulin de Beyssac appartient à la famille Battut au XIXe siècle, puis à Guillaume Glédines. En 1873, ce dernier demande l'autorisation de transformer le moulin en minoterie. En 1879, la minoterie appartient à Mathurin Delol. Elle bénéficie de la proximité de la route et de la gare de chemin de fer qui a été construite en 1862. Guillaume Delol, qui avait été un promoteur de la nouvelle commune et a été son maire, a légué la minoterie en 1932 à la famille Merle qui l'exploitait depuis longtemps. Les bâtiments de la minoterie sont reconstruits en 1935. La minoterie a continué à fonctionner jusque dans les années 1980.

### Saint-Julien (hameau)
Ancien prieuré Saint-Julien de Cazillac  ayant successivement appartenu successivement à l'abbaye de Beaulieu (932), aux Templiers de la commanderie du Bastit du Causse (1262) puis aux Hospitaliers du grand prieuré d'Auvergne (1319).

## Personnalités liées à la commune
- Pierre Marsaud, joueur de rugby à XV, est né en 1934 aux Quatre-Routes.
- Christian Signol, écrivain, est né en 1947 aux Quatre-Routes.

## Jumelages
- Rombach-le-Franc (France)